# NSAID潰瘍
NSAID潰瘍（NSAIDかいよう）とは、非ステロイド性消炎・鎮痛剤（英語: Non-steroidal anti-inflammatory Drugs：NSAIDs）の服用により発症する消化性潰瘍を指す。
消化性潰瘍の主な発症原因としては、H.pylori感染によるものと、NSAIDsの服用によるものが挙げられる。このうち、H.pylori感染については、予防的な除菌療法が保険適応になったことや、若年層での感染者の減少を受けて、原因としての存在は小さくなっている。

## 発症機序
NSAID潰瘍発症の原因として主に挙げられるのが、シクロオキシゲナーゼ（COX）阻害の関与である。
COXにはCOX-1とCOX-2があることが知られている。このうち、COX-1は細胞に常に存在している「構成型」で、胃粘膜や血管内皮などの生体に存在し、それらの機能を調節している。COX-2はサイトカインなどの炎症性の刺激により産生される「誘導型」で、マクロファージ、好中球、滑膜細胞といった炎症細胞によく発現する。
NSAIDsは、COX-2を阻害することで、炎症に関与するプロスタグランジン（PG）の産生を抑制し、消炎・鎮痛効果を発揮する。しかし、従来の一般的なNSAIDsでは、COX全体を阻害してしまうため、COX-2のみならず、胃粘膜保護などの役割をもつCOX-1も阻害してしまう。そのため、胃粘膜の傷害を生じる原因となる。さらに、トロンボキサン（TXA）の産生も抑制することで、出血傾向を亢進させ、出血性潰瘍の合併症を引き起こす可能性もある。

## 日本における疫学
- 日本リウマチ財団が、3ヵ月以上の長期にわたりNSAIDsを服用している関節炎患者1,008例について、上部消化管内視鏡で確認したところ、消化管の病変が62.2%にみられ、そのうち胃潰瘍と十二指腸潰瘍はそれぞれ15.5%、1.9%であった[1]。
- 多施設共同症例・対照研究による潰瘍合併リスクを検討したところ、潰瘍合併症症例は、NSAIDs服用例が31%であったのに対し、対照では9%であった[2]。
- 3ヵ月以上外来通院する、長期NSAIDs使用の関節リウマチ患者196例を対象として内視鏡で確認したところ、消化性潰瘍の有病率は21.9%であった[3]。
- アスピリンを除くNSAIDsを4週間以上投与した関節リウマチ、変形性関節症患者261例を内視鏡で確認したところ、胃粘膜傷害が認められたのは63%、そのうち胃潰瘍および十二指腸潰瘍が10%に認められた[4]。

## NSAID潰瘍を発症させる危険因子
Wolfeらの報告によると、消化性潰瘍発症の危険因子として
- 消化性潰瘍合併症の既往（OR 13.5）
- NSAIDsの複数使用（OR 9）
- 高用量のNSAID使用（OR 7）
- 抗凝固薬の併用（OR 6.4）
- 消化性潰瘍の既往（OR 6.1）
- 高齢者（65歳以上）（OR 5.6）
- H.pylori感染（OR3.5）
- ステロイド使用（OR 2.2）

が挙げられるとしている。
また、LanzaらはNSAIDs起因性の消化管障害リスクファクターを、以下のように分類している。
高リスク：
1. 出血や穿孔などの合併症を伴う潰瘍の既往（特に最近）
2. 中等度リスクが3つ以上ある場合

中等度リスク（リスクファクター1〜2つ）：
1. 高齢（＞65歳）
2. 高用量NSAIDsによる治療
3. 合併症を伴わない潰瘍の既往
4. 低用量を含むアスピリンとステロイドまたは抗凝固薬の併用

低リスク：
リスクファクターなし
さらに、日本の報告としては、消化性潰瘍、出血性胃炎による吐血などで入院した患者175例を検討した結果、アスピリン以外のNSAIDs服用による上部消化管出血発現リスクは一般住民に対して6.1倍になるとしている。　

## NSAID潰瘍の特徴
- NSAID潰瘍は、NSAIDsの長期服用者のみならず、早期に発症することもある。
- 出血性潰瘍発症の相対リスクは、出血の7日以内でのNSAIDs内服の既往が、8日以前での内服歴と比べて明らかに高く、内服期間が90日未満の方が91日以上の長期に比べて相対リスクが高いという報告がある[8]。
- NSAID潰瘍を含む消化管障害では無症候性の場合が多い。前述の日本リウマチ財団の報告でも、消化管障害のあった患者のうち、自覚症状がなかった割合が55%という報告がある[1]。自覚症状なしに吐血などで救急搬送されるケースもある。
- 前述のNSAIDsを4週間以上服用した報告でも、服用者の96%には防御因子増強薬などの胃薬が投与されていたにもかかわらず胃粘膜傷害の発症が63%という結果であり[4]、胃薬の併用が必ずしも消化管障害の発症を予防するとは限らない。

## 消化性潰瘍診療ガイドラインの記載
日本消化器病学会発行の『消化性診療ガイドライン』で以下のように記載している。

### NSAID潰瘍予防
- NSAIDsの種類によって潰瘍発生率に差があり、COX-2選択的阻害薬では従来のNSAIDsに比して潰瘍発生が軽減される
- NSAIDs潰瘍の発生率はNSAIDsの投与量に依存するので高用量は避ける
- NSAIDsの坐薬が経口薬に比して潰瘍発生率が低い
- NSAIDs潰瘍の発生は多剤投与により増加するので避ける
- NSAIDs投与開始予定例（NSAIDs-naïve）、投与中での潰瘍発生防止のため、H.pylori 除菌が勧められる
- NSAIDs短期投与（3ヵ月未満）での一次予防として、胃潰瘍発生の予防にはPG製剤、PPI、十二指腸潰瘍発生の予防にはPG製剤、PPI、H₂RAが有効であり、防御因子増強薬の一部はPG製剤と同等の予防効果が期待できる
- 長期投与（3ヵ月以上）での潰瘍発生の一次予防として、PG製剤、PPIあるいは高用量のH₂RAが有効である
- 高リスク群のNSAIDs潰瘍の一次予防としては、PG製剤、PPIが有効である
- 高リスク群でのNSAIDs潰瘍の再発予防にはPG製剤、PPIが有効である

### 低用量アスピリン（LDA）
- LDAを服用する患者では服用しない場合と比べ、消化性潰瘍発症率、有病率が高い
- LDAを服用する患者ではどのような併用薬を用いれば、用いない場合と比べ、消化性潰瘍発症率、有病率が低くなるかに関するエビデンスは得られていない
- LDAを服用する患者では服用しない患者に比べ、上部消化管出血リスク、頻度は高い
- LDAを服用する患者の上部消化管出血の発症率、有病率の抑制には、酸分泌抑制薬が有効である
- 上部消化管出血既往歴がある患者がLDAを服用する場合、再発抑制には、除菌単独療法に比べ、除菌に加えてPPIを投与するほうが有効である
- LDA常用者におけるNSAIDsの併用は出血リスクを高める
- LDA常用者におけるCOX-2選択的阻害薬は通常のNSAIDsより潰瘍リスクを下げる
- LDA常用者におけるNSAIDs併用時の潰瘍予防法についての明らかなエビデンスは得られていない

### COX-2選択的阻害薬
- NSAIDs潰瘍予防にCOX-2選択的阻害薬は有用である
- COX-2選択的阻害薬は、心血管イベントリスクのある患者への使用には注意を要する
- 通常のNSAIDsを服用する患者は服用しない患者と比べて心血管イベントのリスクのある患者の使用には注意を要する

※ COX-2選択的阻害薬について、本ガイドラインでは、従来のNSAIDsと比べ、潰瘍発生が軽減され、さらにはNSAID潰瘍の予防の観点からCOX-2選択的阻害薬が有用である旨、記されている（グレードA）。
日本国内で販売されているCOX-2選択的阻害薬は、「セレコックス®」のみである。

### NSAID潰瘍の治療
『消化性潰瘍診療ガイドライン』では、NSAID潰瘍の治療として、
- NSAIDsの中止し、抗潰瘍薬を投与する
- NSAIDsの中止が不可能な場合は、PPIかPG製剤を投与する
- H.pyloriの除菌をする

といった記載がある。

## 厚生労働省の対応
厚生労働省では、『重篤副作用疾患別対応マニュアル』の1つとして「消化性潰瘍」を平成20年3月版として公表し、患者向け、医療関係者向けのメッセージを掲載している。
この中では、発生機序の1番目にNSAIDsが挙げられている。次に、副腎皮質ステロイド薬、その他の医薬品と続く。
早期発見と早期対応のポイント
1. 副作用の好発時期は服用初期であること、特に最初の1週間が高率
2. 高齢（65歳以上）、消化性潰瘍の既往、抗凝固薬と抗血小板薬の併用、もしくは骨粗鬆症治療薬やカリウム製剤などが主なリスク因子
3. 抗凝固薬と抗血小板薬の併用、ステロイド薬の併用、高用量・複数のNSAIDsの併用が消化性潰瘍のリスクを高める
4. 胃のもたれ、不快感および上腹部痛などの主要症状であり、潰瘍による出血が起こった場合は吐血や便が黒くなる、労作時息切れ、めまい、立ちくらみといった貧血症状があること、強い腹痛が起こった場合は穿孔の可能性があり、早急に医療機関を受診する必要がある
5. 他覚的所見として、心窩部や上腹部の圧痛、顔面蒼白、眼瞼結膜の貧血、品脈などの貧血所見、筋性防御や反跳痛などが出現する
6. 早期発見のために、特にリスクの高い患者では無症状であっても定期的に上部消化管内視鏡検査を行うことが重要である

副作用の概要

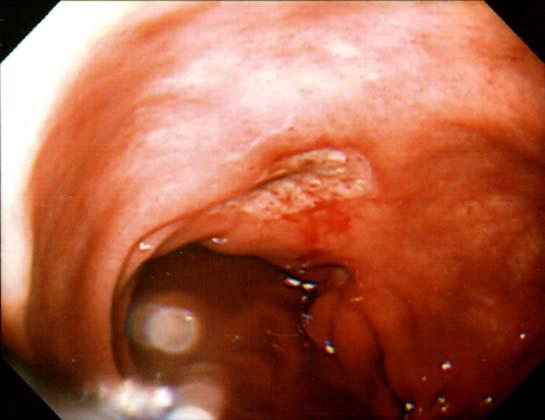
ロキソプロフェンナトリウムによる急性胃潰瘍

1. 胃潰瘍では一般的に食後60～90分後に上腹部を中心とした疼痛をきたし、鈍い疼くような焼けるような痛みが持続的におこる（NSAIDによる潰瘍では痛みどめの効果のため、疼痛の出現の頻度が低い）。出血が合併する場合は、吐血、黒色便が出現する。労作時の息切れ、めまい、立ちくらみなどの自覚症状に加え、穿孔を合併した場合には強い持続的な腹痛が認められる。
2. 他覚所見としては、出血を合併した場合は、眼瞼結膜の貧血や頻脈、出血が大量である場合は、血圧低下、頻脈、乏尿、穿孔を合併した場合は、筋性防御や反跳痛などが出現する
3. 臨床検査上、血液検査ではNSAIDs 潰瘍に特徴的な所見はなく、消化管出血をきたした場合は貧血を呈し、BUN/クレアチニン比が上昇する場合が多い。H. pylori の陽性率は7 割程度。
4. 画像検査所見としては、内視鏡検査でのNSAIDs 潰瘍は非NSAIDs潰瘍と異なり、胃角部には少なく、長期投与では幽門部に多く出現するが、短期投与では体部にも出現する。約半数は多発性で、不整形を呈するものが多い。NSAIDsを継続した場合、極めて難治の慢性潰瘍が発症する
5. 病理組織所見で特徴的なものはない
6. 発生機序として、COXの抑制によるPGの産生低下、酸依存性の傷害、好中球の関与など
7. COX-2選択的阻害薬は、胃潰瘍発症頻度が従来のNSAIDより低いとされている
8. NSAID投与中の関節炎患者では、胃潰瘍が15.5%、十二指腸潰瘍が1.9%、胃炎が38.5%に発症していたという報告がある。

| 参考） 上記『消化性潰瘍診療ガイドライン』のとおり、COX-2選択的阻害薬は、NSAID潰瘍の予防の観点からCOX-2選択的阻害薬が有用である旨記されている。 また、COX-2選択的阻害薬と非選択的NSAIDであるロキソプロフェンとの潰瘍発生率の比較については、国内での臨床試験成績がある。 対象と方法 40〜74歳の内視鏡で潰瘍がないことが確認されている健康成人に対し、COX-2選択的阻害薬であるセレコキシブ bidと非選択的ロキソプロフェン tid、およびプラセボを2週間投与し、投与終了後、内視鏡検査を実施し、胃・十二指腸潰瘍発現率について検討した。 結果（内視鏡で確認された胃・十二指腸潰瘍の発現率） セレコキシブbid群→1.4％（1/74例） ロキソプロフェンtid群→27.6%（21/76例） プラセボ群→2.7%（1/37例） セレコキシブ群はロキソプロフェン群よりも、胃・十二指腸潰瘍の発現率が有意に低く（p＜0.0001、Cochran-Mantel-Haenszel検定）、プラセボ群と同程度であった。 |

副作用の判別基準
NSAID服用歴があればNSAID潰瘍と診断する。その他の医薬品もNSAIDsに準じて判別する。
判別が必要な疾患と判別方法
消化性潰瘍の原因はNSAID以外にH.pyloriが挙げられる。
治療
NSAID潰瘍に対しては、NSAIDを中止する、PG製剤、H₂受容体拮抗薬を服用する。NSAID投与継続している場合は、プロトンポンプ阻害薬（PPI）、PG製剤、H₂受容体拮抗薬を併用する。再発予防のためには、PPI、PG製剤、高用量H₂受容体拮抗薬が有効である。
予防
高齢者（65歳以上）、消化性潰瘍の既往、抗凝固薬・抗血小板薬（血液をさらさらにする薬）の併用、出血性潰瘍の既往は危険因子であり、予防として抗潰瘍薬が使われる場合がある（適応外）。低用量のミソプロストールの併用も効果が期待できる。H.pylori関連潰瘍では、胃酸分泌の抑制が有効であり、高用量H₂受容体拮抗薬またはPPIが有効である。COX-2選択的阻害薬は従来のNSAIDよりも胃潰瘍の発症は短期的に有意に少ないと報告されている。